# Kungu (territorium)
Kungu är ett territorium i Kongo-Kinshasa. Det ligger i provinsen Sud-Ubangi, i den nordvästra delen av landet, 900 km nordost om huvudstaden Kinshasa.